# Obereopsis sappalensis
Obereopsis sappalensis är en skalbaggsart som beskrevs av Stefan von Breuning 1957. Obereopsis sappalensis ingår i släktet Obereopsis och familjen långhorningar. Inga underarter finns listade i Catalogue of Life.